# Pingdingshan
Pingdingshan (xinès simplificat: 平顶山; xinès tradicional: 平頂山; pinyin: Píngdǐngshān), també coneguda com a Ciutat de l'Àguila (xinès simplificat: 鹰城; xinès tradicional: 鷹城; pinyin: Yīngchéng) és una ciutat a nivell de prefectura de la província de Henan, a la República Popular de la Xina. Segons el cens del 2020 tenia 4.987.137 habitants dels quals 1.045.966 vivien a l'àrea urbanitzada (o metropolitana).

## Geografia
Pingdingshan limita amb la capital provincial Zhengzhou al nord, Xuchang i Luohe a l'est, Zhumadian al sud-est, Nanyang al sud, i Luoyang a l'oest.
Les muntanyes Funiu travessen l'oest de Pingdingshan, i la Gran Planúria del Nord de la Xina ocupa la part oriental de la ciutat. El Mont Yao es troba a la prefectura. Més de 30 rius travessen la prefectura, i 163 llacs i embassaments es troben a Pingdingshan.